# Sandra Knapp

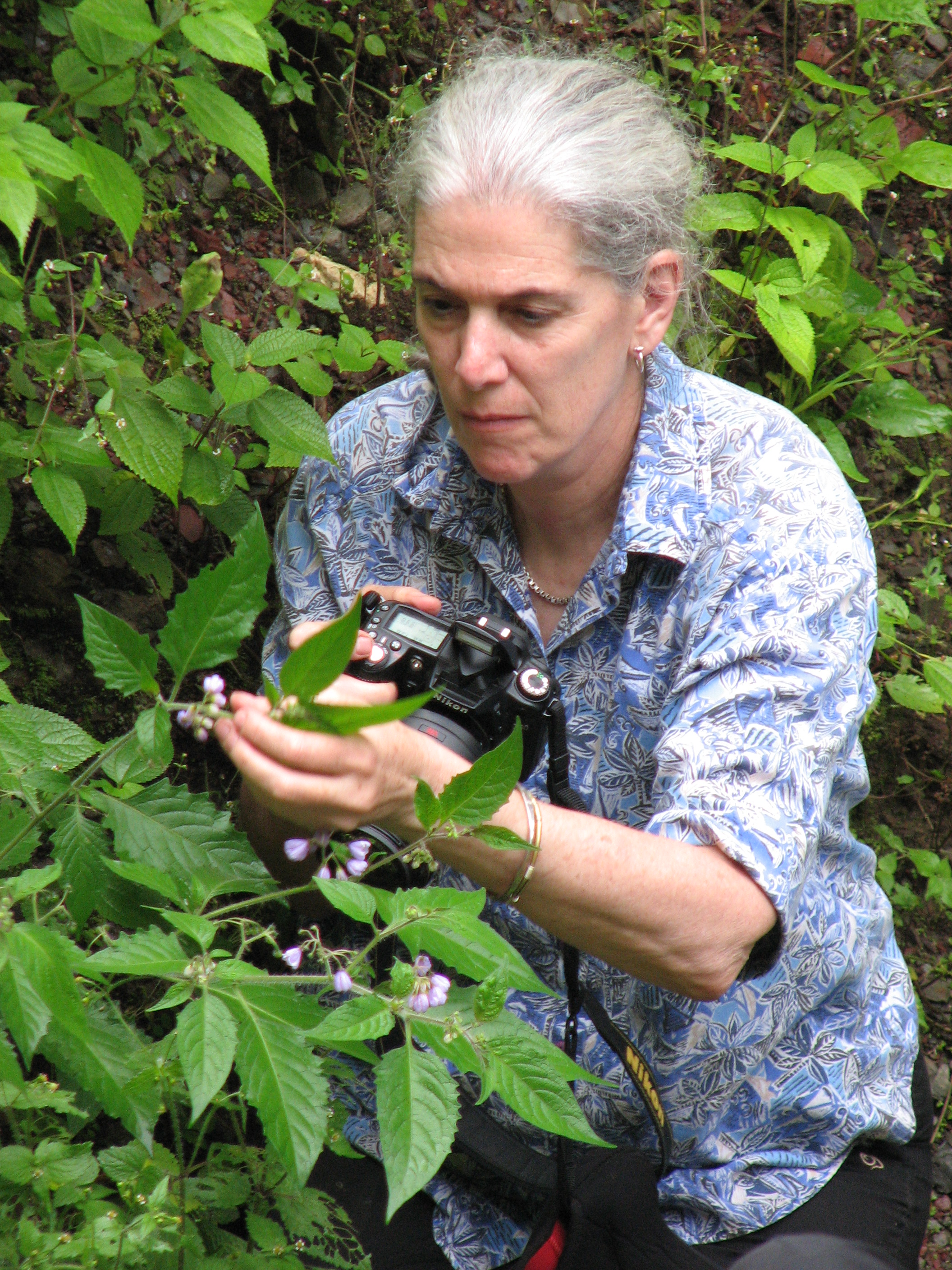
Sandra Knapp, 2012

Sandra Diane Knapp, auch Sandy (* 9. Dezember 1956) ist eine US-amerikanische Botanikerin. Ihr Interessengebiet sind verschiedene Gruppen der Nachtschatten (Solanum), aber auch andere Taxa der Nachtschattengewächse (Solanaceae), so die Gattung Tabak (Nicotiana), die Anthocercidae und die Juanulloeae, sowie die Nachtschattengewächse Mesoamerikas. Ihr offizielles botanisches Autorenkürzel lautet „S. Knapp“.

## Leben und Forschung
1986 erlangte sie an der Cornell University ihren Doktorgrad. Seit 1992 arbeitet sie am Natural History Museum in London und arbeitet dort an der Erstellung der Flora Mesoamerica. Sie ist weiterhin einer der „Principal Investigators“ des Planetary Biodiversity Inventories-Solanum-Projektes, das mit einer Projektlaufzeit von fünf Jahren (Januar 2004 – Dezember 2008) eine moderne Bearbeitung der Gattung der Nachtschatten erstellt. Im Mai 2010 veröffentlichte Knapp die Erstbeschreibungen von vier Arten der Gattung der Nachtschatten (Solanum aspersum, Solanum luculentum, Solanum sanchez-vegae und Solanum sousae) im Online-Journal PLoS ONE und damit die ersten botanischen Erstbeschreibungen, die nicht in herkömmlicher, gedruckter Literatur erschienen sind.
Knapp ist Mitglied des von Fauna & Flora International, der Linnean Society of London, deren Linné-Medaille sie 2016 erhielt, der Organisation Pro-Flora Neotropica, der International Association of Plant Taxonomy sowie der Tropical Biology Association. Sie ist Mitherausgeber verschiedener wissenschaftlicher Magazine, so beispielsweise BMC Evolutionary Biology, Taxon, Oryx sowie Systematics and Biodiversity. Weiterhin ist sie Mitglied der „Faculty of 1000“. 2018 wurde Knapp in die American Academy of Arts and Sciences gewählt, 2022 in die Royal Society.

## Publikationen (Auswahl)
- Solanum section Geminata (Solanaceae). Bronx, New York 2002, ISBN 0-89327-441-0.
- Das Blütenmuseum. Frederking & Thaler, 2004, ISBN 3-89405-477-8 (mit 300 Farbfotos).